# Batalla del Fort d'Eben-Emael
La batalla del Fort d'Eben-Emael fou un enfrontament entre les tropes nazis i belgues que tingué lloc entre el 10 i l'11 de maig del 1940 en el marc de la campanya de Bèlgica.
Els nazis desplegaren un contingent de paracaigudistes militars (Fallschirmjäger) per a conquerir el Fort d'Eben-Emael, que protegia diversos ponts sobre el Canal Albert amb la seva forta dotació d'artilleria. Controlar aquests ponts era una peça clau dels plans nazis per a envair Bèlgica. La batalla s'acabà amb una victòria decisiva dels alemanys. Una part dels paracaigudistes nazis aterraren per sorpresa al fort amb planadors i feren servir llançaflames i explosius per a destruir les posicions defensives i artilleria dels belgues. Els nazis conqueriren el fort i causaren moltes baixes entre els defensors. Mentrestant, la resta de la força d'assalt aterrà prop d'un dels ponts, on destruí un alt nombre de búnquers i posicions defensives, a més de prendre el control de dos dels tres ponts de la zona.